# The Intruder (film 1916)
The Intruder è un cortometraggio muto del 1916. Il nome del regista non viene riportato nei titoli.

## Produzione
Il film fu prodotto dalla Essanay Film Manufacturing Company.

## Distribuzione
Distribuito dalla General Film Company, il film - un cortometraggio in due bobine - uscì nelle sale cinematografiche USA il 7 marzo 1916.